# Fred Woitke
Fred Woitke (* 16. Oktober 1949 in Schönfließ (Eisenhüttenstadt); † 21. April 1973 bei Marienborn) war ein Todesopfer an der innerdeutschen Grenze.

## Leben
Der in Eisenhüttenstadt lebende Woitke beschloss, zusammen mit zwei Kollegen, mit denen er in der Straßenmeisterei Eisenhüttenstadt zusammenarbeitete, die DDR illegal zu verlassen. Sie montierten ein Schneeschild, zusätzliche Scheinwerfer und gelbe Rundumleuchten an einen Lkw ihrer Arbeitsstelle. Das Führerhaus verkleideten sie von innen mit Decken und einem Teppich als Kugelfang. Am 21. April 1973 gegen 1.15 Uhr versuchten sie, mit diesem Lkw im Bereich des Grenzübergang Helmstedt/Marienborn die Grenze zu überwinden. Nach dem Durchbrechen zweier Schlagbäume fuhr der Lkw gegen die ausgefahrene Rollsperre, überschlug sich und blieb auf dem Dach liegen. Woitke und einer seiner Begleiter versuchten nun, zu Fuß zu fliehen. 4 Grenzsoldaten feuerten insgesamt 100 Schüsse ab, so dass er tödlich getroffen liegen blieb.
Es kam zu keiner Bestrafung eines Täters. Die Staatsanwaltschaft II beim Landgericht Berlin stellte 1996 das Ermittlungsverfahren ein, da nicht geklärt werden konnte, wer die tödlichen Schüsse auf Woitke abgab, und den Beschuldigten eine Tötungsabsicht nicht nachweisbar war.
Im April 2025 wurde der Bahnhofsvorplatz von Helmstedt nach Fred Woitke benannt.